# 最偉大的美國人
《最偉大的美國人》（英語：The Greatest American）是一個2005年由馬特·勞爾主持的四集美國電視節目。該節目收集了美國歷史上有較大影響力的人物并最終由數百萬名觀眾提名票選出他們心中最偉大的美國人。該投票由美國在線（AOL）和探索頻道發起，並由英國廣播公司（BBC）報導。

## 提名
被提名者名單于2005年1月31日收集整理。
7個小時的節目被劃分為四集：
- 第一集公佈了前一百名被提名者，并以名字首字母排序的方式公佈前二十五名候選人。
- 第二集介紹了前二十五名候選人的主要事蹟，并附上社會名人和政治名人對他們的評價。
- 第三集名叫“大辯論”，介紹了前五名被提名者，並從他们的支持者中抽出一位与三位陪審團成員進行辯論。
- 最後一集中，前五名最偉大的美國人依照他們的得票率獲得最終排名。
- 投票通過免費熱線電話、手機短信和互聯網進行。每位投票者可以通過不同的投票方式投票三次，所以每位投票者共有九次投票機會。

## 前十名
| 排名 | 圖片 | 姓名                    | 貢獻                             |
| ---- | ---- | ----------------------- | -------------------------------- |
| 1    |      | 罗纳德·里根             | 第40任美國總統、演員             |
| 2    |      | 亚伯拉罕·林肯           | 第16任美國總統                   |
| 3    |      | 马丁·路德·金            | 人權活動家                       |
| 4    |      | 乔治·华盛顿             | 首任美國總統                     |
| 5    |      | 本傑明·富蘭克林         | 作家、發明家、政治家、科學家     |
| 6    |      | 乔治·沃克·布什          | 第43任美國總統                   |
| 7    |      | 比尔·克林顿             | 第42任美國總統                   |
| 8    |      | 艾維斯·皮禮士利（貓王） | 歌手、音樂家、演員               |
| 9    |      | 奧花·雲費               | 著名脫口秀主持人、雜誌編輯、演員 |
| 10   |      | 富兰克林·德拉诺·罗斯福  | 第32任美國總統                   |

## 其餘排名
- 第11名. 比利·葛拉罕
- 第12名. 托馬斯·傑斐遜
- 第13名. 華特·迪士尼
- 第14名. 貝比·魯斯
- 第15名. 阿爾伯特·愛因斯坦
- 第16名. 托馬斯·愛迪生
- 第17名. 鮑勃·霍普
- 第18名. 比爾·蓋茨
- 第19名. 埃莉諾·羅斯福
- 第20名. 蘭斯·阿姆斯特朗
- 第21名. 穆罕默德·阿里
- 第22名. 羅莎·帕克斯
- 第23名. 萊特兄弟
- 第24名. 亨利·福特
- 第25名. 尼爾·阿姆斯特朗

## 候選人名單
- 蘇珊·安東尼
- 露西尔·鲍尔
- 亞歷山大·格雷厄姆·貝爾
- 芭芭拉·布什
- 乔治·赫伯特·沃克·布什
- 勞拉·威爾士·布什
- 安德魯·卡內基
- 約翰尼·卡森
- 吉米·卡特
- 喬治·華盛頓·卡佛
- 雷·查爾斯
- 塞薩爾·查韋斯
- 希拉里·克林頓
- 比爾·考斯比
- 湯姆·克魯斯
- 艾伦·德杰尼勒斯
- 弗雷德里克·道格拉斯
- 艾米利亞·埃爾哈特
- 克林特·伊斯特伍德
- 約翰·愛德華兹
- 德懷特·艾森豪威爾
- 布雷特·法弗雷
- 梅爾·吉布森
- 魯迪·朱利安尼
- 約翰·格倫
- 亞歷山大·漢密爾頓
- 湯姆·漢克斯
- 休·海夫納
- 凱瑟琳·赫本
- 霍華德·休斯
- 邁克爾·傑克遜
- 斯蒂夫·喬佈斯
- 林登·约翰遜
- 邁克爾·喬丹
- 海倫·凱勒
- 傑奎琳·肯尼迪·奧納西斯
- 羅伯特·肯尼迪
- 拉什·林博
- 查爾斯·林白
- 喬治·盧卡斯
- 瑪丹娜
- 马尔科姆·X
- 菲爾·麥克洛
- 瑪麗蓮·夢露
- 邁克爾·摩爾
- 奧迪·墨菲
- 理查德·尼克松
- 貝拉克·奧巴馬
- 傑西·歐文斯
- 喬治·巴頓
- 科林·鮑威爾
- 克里斯托弗·里夫
- 康多莉扎·賴斯
- 傑基·羅賓森
- 西奧多·羅斯福
- 貝比·魯斯
- 卡爾·薩根
- 喬納斯·索爾克
- 阿諾德·施瓦辛格
- 弗兰克·西纳特拉
- 約瑟·斯密
- 斯蒂芬·斯皮爾伯格
- 詹姆斯·斯圖爾特
- 瑪莎·史都華
- 尼古拉·特斯拉
- 帕特·迪爾曼
- 哈里·杜魯門
- 唐納·川普
- 哈莉特·塔布曼
- 馬克·吐溫
- 山姆·沃爾頓
- 约翰·韦恩
- 老虎伍茲
- 查克·葉格

## 類似活動
- 德國ZDF電視台舉辦了名為「最伟大的德国人」（Unsere Besten）的票選。
- 英國廣播公司於2002年舉辦了「最伟大的100名英国人」（100 Greatest Britons）票選。
- 荷蘭KRO電台舉辦了「最伟大的荷兰人」（De Grootste Nederlander）票選。
- 加拿大廣播公司於2004年4月舉辦了「最偉大的加拿大人」（The Greatest Canadian）票選。
- 南非廣播公司舉辦了「最偉大的南非人」（SABC3's Great South Africans）票選。
- 芬蘭YLE電視台舉辦了 「偉大的芬蘭人」（Great Finns）。[2]
- 法國France 2電視台舉辦了「最偉大的法國人」（Le Plus Grand Français）票選。
- 比利時電視臺曾舉辦「最偉大的比利時人」（De Grootste Belg）票選。
- 捷克在2005年6月播出「最偉大的捷克人」（Největší Čech）。
- 「100位威爾士英雄」 的票選結果產生於2003年4月的在線投票。
- 保加利亞的「偉大的保加利亞人」 （Великите българи）在2007年2月結束活動。
- 在西班牙，Antena 3於2007年5月22日選出現任國王胡安·卡洛斯一世為「歷史上最重要的西班牙人」（El Español De La Historia）第一名。
- 2005年，新西蘭Prime TV播出了「新西蘭100大創造歷史者」（New Zealand's Top 100 History Makers）
- 希臘Skai TV於2009年1月播出「偉大的希臘人」節目（Megaloi Ellines, Great Greeks）。